# Lutipri
Lutipri era o pai do rei urartiano Sarduri I.
Lutipri pode ter governado Urartu entre 844 e 834 a.C., em um período de obscuridade após a destruição da antiga capital Arzashkun por Salmaneser III, e antes da fundação da nova capital em Tuspa por Sarduri.
Como Sarduri I pode ter estabelecido uma nova dinastia, é possível que seu pai, Lutipri, não fosse realmente um rei de Urartu.